# Martin Fourcade
Martin Fourcade (Perpignan, 14. rujna 1988.) je francuski biatlonac i dočasnik, peterostruki olimpijski pobjednik. Uz Ole Einara Bjørndalena najuspješniji je biatlonac u povijesti.
Na Olimpijskim igrama debitirao je 2010. godine u Vancouveru gdje je osvojio srebrnu medalju u disciplini masovni start 15 km. Na Olimpijskim igrama 2014. godine održanim u Sočiju osvojio je dvije zlatne medalje i jednu srebrnu medalju. Zlatne medalje osvojio je u pojedinačnoj trci na 20 kilometara i dohvatno na 12,5 km, a srebro u masovnom startu kao i u Vancouveru 2010. godine. U sprintu je zauzeo šesto mjesto, a s francuskom muškom štafetom osmo, odnosno mješovitom sedmo mjesto.
Na Svjetskim prvenstvima osvojio je ukupno dvadeset i osam medalja, od čega trinaest zlata, po čemu je treći u povijesti iza Ole Einara Bjørndalena i Johannesa Thingnesa Bøa. Prvo zlato osvojio je u Hanti-Mansijsku u Rusiji 2011. godine u disciplini dohvatno na 12,5 km. Na Svjetskom prvenstvu 2012. godine u Ruhpoldingu u Njemačkoj osvojio je tri zlatne medalje, u sprintu, dohvatno i u masovnom startu. Zlato u pojedinačnoj trci osvojio je 2013. godine na Svjetskom prvenstvu u Novém Městu na Moravě u Češkoj, jedino zlato koje mu je nedostajalo da bude svjetski prvak u svim pojedinačnim disciplinama. 
Fourcade je sedam puta uzastopno osvajao Svjetski kup, od sezone 2011./'12 do 2017./'18. U sezoni 2010./'11. zauzeo je treće mjesto u generalnom poretku. U sezoni 2012./'13. pored velikog kristalnog globusa, osvojio je male kristalne globuse za sve četiri pojedinačne discipline. U Svjetskom kupu se ukupno 186 puta popeo na postolje, a 98 puta na najviše postolje.
Njegov stariji brat, Simon Fourcade je također biatlonac.